# Тез Скайлар
Тарек Яссін Скайлар (нар. 5 грудня 1995, Канарські острови) — іспанський актор і сценарист, живе в Лондоні. Він відомий своєю роллю Санджі в Netflix «One Piece» (2023).  Після успіху власної п'єси в офф-Вест-Енді, "Голови війни" (Warheads), він продовжив писати та грати у фільмі "Заправлені" (Gassed Up) для Amazon Prime. 

## Біографія
Скайлар народився та виріс на Канарські острови, Тенерифе, від батька ліванського походження зі Сьєрра-Леоне та матері-англійки з Йоркшир.
Він працював над створенням дошок для серфінгу з 15 років після закінчення середньої школи. У 2016 році він намагався записатися резервістом Британської армії, але не пройшов медичне обстеження після автомобільної аварії, внаслідок якої отримав струс мозку. Йому довелося чекати рік, перш ніж він міг повторно подати заяву на службу в армію, тому він почав писати та грати.

## Кар'єра
Скайлар розпочав свою кар'єру в Об'єднаному Королівстві, де він почав грати в різних невеликих ролях. У 2015 році він з'явився в короткометражних фільмах "Отрута" та "Прекрасний". Потім він грав Девіда в короткометражному фільмі "Трофей" (2016), перш ніж з'явився як Капс у фільмі "Резерви" з 2018 по 2019 рік, який він також написав і продюсував.
У 2018 році Скайлар зробив свій режисерський дебют короткометражним фільмом "Багаторічний". Наступного року він дебютував у повнометражному фільмі "Вбивча бригада", де він грав сержанта Доуза. Того ж року він грав Марті в "Лежати низько" та Бетіма в короткометражному фільмі "Останній подарунок". У 2020 році він грав Джейсона в "Злочинці". У 2022 році він приєднався до акторського складу "Агати Резін", де грав Гаррі Біма в двох епізодах серіалу. Далі актор грав Джина в "Угоді" (2022) і з'явився в ролі Уолта в епізоді "Проект Лазарус" (2022).
Його дебют у великому продакшені відбувся у 2023 році, коли його підтвердили для участі в серіалі "Ван-Піс" у ролі Санджі, і він приєднався до трилера 2024 року "Прибиральник" разом із Дейзі Рідлі.

## Фільмографія
| Рік       |   | Українська назва | Оригінальна назва   | Роль         |
| --------- | - | ---------------- | ------------------- | ------------ |
| 2018—2019 | с | Заповідники      | The Reserves        | Ковпачки     |
| 2019      | ф | Команда вбивств  | The Kill Team       | Сержант Доус |
| 2019      | ф | Лігти низько     | Lie Low             | Марті        |
| 2020      | ф | Лиходій          | Villain             | Джейсон      |
| 2021      | ф | Точка кипіння    | Boiling Point       | Біллі        |
| 2022      | с | Агата Райзін     | Agatha Raisin       | Гаррі Бім    |
| 2022      | с |                  | The Lazarus Project | Волт         |
| 2022      | ф | Угода            | The Deal            | Джин         |
| 2023      | с |                  | One Piece           | Санджі       |
| 2023      | с | Точка кипіння    | Boiling Point       | Біллі        |
| 2025      | ф | Клінер           | Cleaner             | Ной          |